# 2020年東京パラリンピックの中央アフリカ選手団
2020年東京パラリンピックの中央アフリカ選手団は、2021年8月24日から9月5日まで日本の東京で開催された2020年東京パラリンピック中央アフリカ選手団の名簿。

## 選手団
- 人員: 選手 1人
- 開会式旗手: ヴェロニカ・ヌダカラ

## 種目別選手・スタッフ名簿及び成績

### 陸上
| 選手                 | 種目           | 結果     | 順位 |
| -------------------- | -------------- | -------- | ---- |
| ヴェロニカ・ヌダカラ | 女子砲丸投 F41 | 6.50m PB | 9位  |